# Instytut Filologii Angielskiej Uniwersytetu Opolskiego

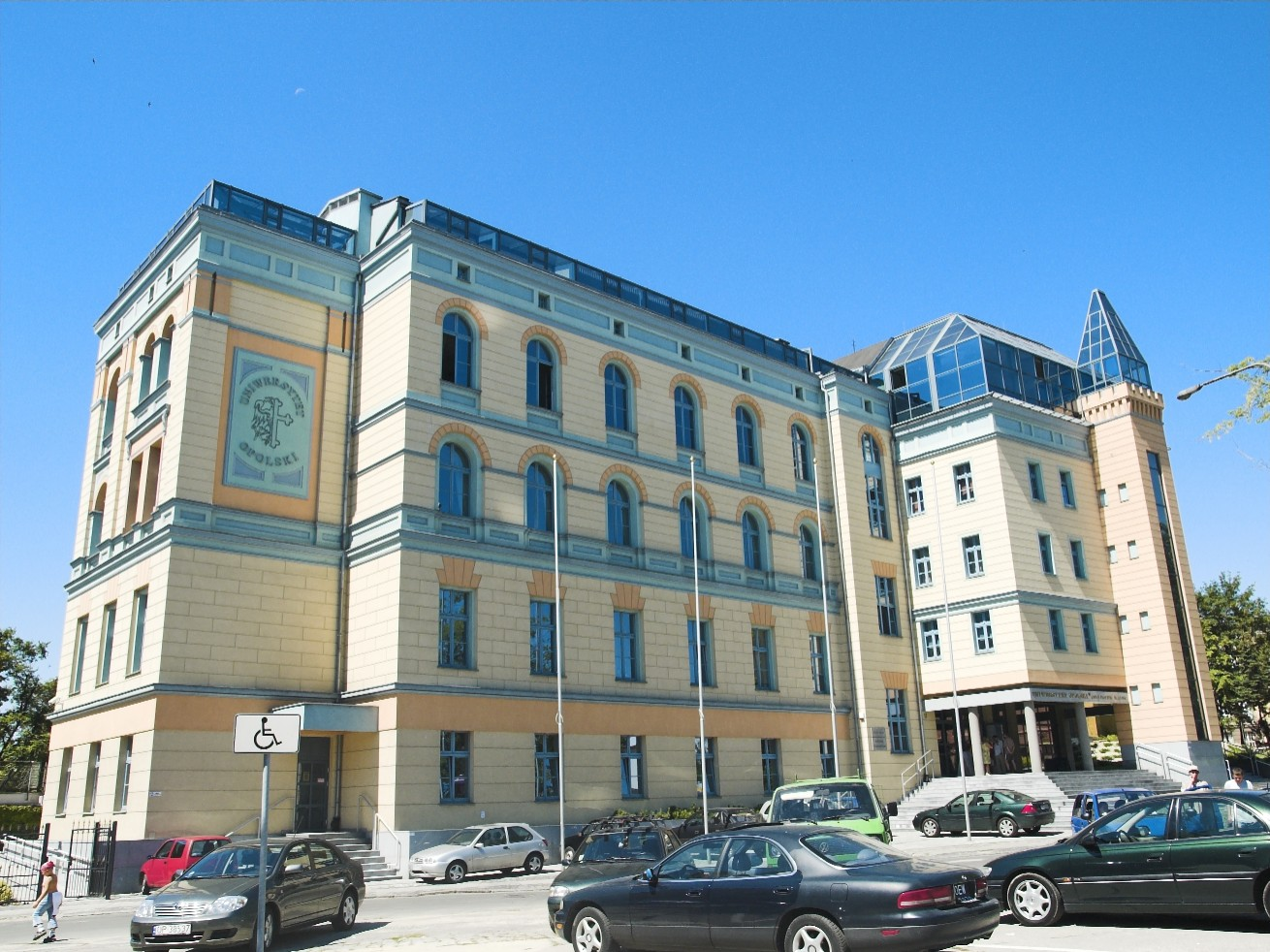
Collegium Maius UO, główna siedziba Instytutu Filologii Angielskiej UO

Instytut Filologii Angielskiej Uniwersytetu Opolskiego (IFA UO) – jednostka dydaktyczno-naukowa należąca do struktur Wydziału Filologicznego Uniwersytetu Opolskiego. Dzieli się na 4 zakłady. Posiada uprawnienia do nadawania stopni naukowych doktora i doktora habilitowanego oraz wnioskowania o nadanie tytułu naukowego profesora. Prowadzi działalność dydaktyczną i badawczą związaną z poezją wiktoriańską i okresu przejściowego 1880-1920, powieścią okresu XVIII-XX wieku, językoznawstwem teoretycznym, angielsko-polskimi badaniami kontrastywnymi, historią języka angielskiego, angielskim językoznawstwem stosowanym. Instytut oferuje studia na kierunku filologia angielska oraz studia podyplomowe. Aktualnie na instytucie kształci się studentów w trybie dziennym i zaocznym. Siedzibą instytutu jest gmach Collegium Maius Uniwersytetu Opolskiego, mieszczący się przy placu Mikołaja Kopernika 11 w Opolu.
Instytut Filologii Angielskiej Uniwersytetu Opolskiego powstał 1 października 1978 roku, zatrudniając początkowo zaledwie pięciu pracowników naukowych, jednostka z czasem stał się prężnym ośrodkiem kształcącym setki studentów. Obecnie Instytut zatrudnia 31 pracowników naukowo-dydaktycznych, w tym 1 z tytułem naukowym profesora, 8 doktorów habilitowanych na stanowisku profesora nadzwyczajnego, 3 doktorów habilitowanych na stanowisku adiunkta, 17 adiunktów z tytułem doktora oraz 2 asystentów z tytułem zawodowym magistra. Pracownicy naukowi instytutu zajmowali też często najważniejsze stanowiska w hierarchii uniwersyteckiej – rektorów: Marian Adamus (1981-1984), wielokrotnie obejmowali też funkcję dziekanów oraz prodziekanów na swoich wydziałach. Instytut początkowo afiliowany był przy Wydziale Filologiczno-Historycznym, a od reorganizacji struktur uniwersyteckich w 1996 przy Wydziale Filologicznym.

## Adres
Instytut Filologii Angielskiej

Uniwersytetu Opolskiego

pl. M. Kopernika 11

45-040 Opole

## Władze (2016-2020)
- Dyrektor: dr hab. Ryszard Wolny, prof. UO
- Zastępca Dyrektora ds. studentów: dr Małgorzata Adams-Tukiendorf
- Zastępca Dyrektora ds. naukowych: dr hab. Łukasz Grabowski
- Kierownik Studiów Podyplomowych: dr hab. Ewa Piechurska-Kuciel, prof. UO

## Poczet dyrektorów
- 1978-1981: prof. dr hab. Marian Adamus
- 1981-1984: dr hab. Piotr Kakietek
- 1984-1990: prof. dr hab. Piotr Ruszkiewicz
- 1990-1993: prof. dr hab. Marian Adamus
- 1993-2012: dr hab. Andrzej Ciuk, prof. UO
- od 2012 r.: dr hab. Ryszard Wolny, prof. UO

## Kierunki kształcenia
Instytut kształci studentów na kierunku filologia angielska w ramach studiów dziennych lub zaocznych na studiach pierwszego stopnia (licencjackich, 3-letnich), a następnie studiach drugiego stopnia (magisterskich uzupełniających, 2-letnich). Do wyboru są następujące specjalizacje:
- Język Angielski z Wiedzą o Kulturze
- Język Angielski z Językiem Hiszpańskim
- Translatoryka

Instytut prowadzi również następujące studia podyplomowe:
- Podyplomowe studia: Tłumaczenia ustne i pisemne
- Podyplomowe studia: Translatoryka

## Struktura organizacyjna

### Zakład Języka Angielskiego
Pracownicy:
- Kierownik: dr hab. Jan Zalewski, prof. UO
- dr hab. Łukasz Grabowski
- dr hab. Janusz Malak
- dr Katarzyna Buczek
- dr Mirosława Podhajecka
- dr Jolanta Szymańska
- dr Przemysław Wilk

### Zakład Językoznawstwa Stosowanego
Pracownicy:
- Kierownik: dr hab. Ewa Piechurska-Kuciel, prof. UO
- dr hab. Liliana Piasecka, prof. UO
- dr Małgorzata Adams-Tukiendorf
- dr Elżbieta Szymańska-Czaplak
- dr Magdalena Szyszka
- mgr Tomasz Sutarzewicz

### Zakład Literatur Anglojęzycznych
Pracownicy:
- Kierownik: dr hab. Marek Błaszak, prof. UO
- dr hab. Ilona Dobosiewicz, prof. UO
- dr hab. Jacek Gutorow, prof. UO
- dr hab. Paweł Marcinkiewicz
- dr Wacław Grzybowski
- dr Sławomir Kuźnicki
- dr Marlena Marciniak

### Zakład Kultury Krajów Angielskiego Obszaru Językowego
Pracownicy:
- Kierownik: prof. dr hab. Ryszard Wolny
- dr hab. Andrzej Ciuk, prof. UO
- dr hab. Dorota Brzozowska, prof. UO
- dr Stankomir Nicieja
- dr Tomasz Gornat
- dr Katarzyna Molek-Kozakowska
- dr Zbigniew Pyż
- dr Tadeusz Lewandowski
- mgr Aleksandra Krajewska

Pracownicy naukowo-dydaktyczni poza zakładami
- dr Tomasz Lebiecki
- dr Jarosław Mihułka
- mgr Steven Dewsbury

## Siedziba
Siedziba Instytutu Filologii Angielskiej UO znajduje się w gmachu Collegium Maius przy placu Kopernika 11 w Opolu. Geneza tego budynku sięga XIII wieku, kiedy to na jego miejscu powstał klasztor dominikanów (początkowo drewniany, a od XIV wieku murowany). Obiekt ten przechodził liczne zmiany, przebudowy i rozbudowy w ciągu wieków. Na początku XIX wieku został on przejęty przez władze państwowe, które w latach 1851–1990 umieściły w nim szpital św. Wojciecha. W 1998 roku budynek gruntownie zmodernizowano, pozostawiając tylko zabytkowe ściany na potrzeby dydaktyczne opolskiej uczelni.

## Doktoraty honoris causa UWr przyznane z inicjatywy instytutu
- 10 marca 2005: Jacek Fisiak
- 6 czerwca 2008: Ryszard Nycz